# Asterodiscides helonotus
Asterodiscides helonotus is een zeester uit de familie Asterodiscididae.
De wetenschappelijke naam van de soort werd in 1913 gepubliceerd door Walter Kenrick Fisher.